# Sistema por unidade
Sistema por unidade, mais conhecido pela sua abreviatura pu, é uma forma de expressar as grandezas elétricas em um circuito de forma normalizada, com base em valores pré-determinados.
Um sistema descrito em pu é baseado em uma potência base {\displaystyle S_{base}}, arbitrária, e em uma tensão base {\displaystyle V_{base}}, que será a tensão nominal em cada barramento. Desta forma o sistema pode ser expresso sem transformadores, pois a tensão será normalizada. Todas as bases das outras grandezas (corrente, resistência, impedância, reatância, admitância) serão derivadas da potência e tensão base.
Em engenharia elétrica, no campo da transmissão de energia elétrica, sistema por unidade usa a expressão das quantidades de sistema como frações de uma dada quantidade, definida como quantidade base. Os cálculos são simplificados, pois quantidades expressas por unidade apresentam sempre os mesmos valores, independentemente do nível de tensão. Assim, dispositivos semelhantes de sistema apresentarão impedâncias, quedas de tensão e perdas iguais, quando esses valores forem expressos como uma fração por unidade daquele definido como base, mesmo que o tamanho da unidade varie muito. A conversão de quantidades por unidade de volts, ohms ou ampères exige um conhecimento da base de que as quantidades por unidade foram referenciados.
Um sistema por unidade fornece unidades para energia elétrica, tensão, corrente, impedância e admitância. Apenas duas dessas grandezas são independentes: a potência principal e a tensão nominal. Todas as quantidades são especificados como frações relativas do valor de base definido. Por exemplo, a potência base pode ser a potência nominal de um transformador, ou talvez uma potência arbitrariamente escolhida, que torne os valores no sistema mais convenientes. A tensão de base pode ser a tensão nominal de um barramento. Diferentes tipos de quantidades são rotulados com o mesmo símbolo (pu). Deve ficar claro, a partir do contexto, se a quantidade é uma tensão, corrente, etc..
O sistema por unidade é usado principalmente em estudos do fluxo de potência. De fato, por serem os parâmetros de transformadores e máquinas (motor elétrico e gerador elétrico) muitas vezes especificados em termos de por unidade, é importante para todos os engenheiros de energia a familiarização com o conceito.

## Aplicações
Há várias razões para se escolher e utilizar um sistema por unidade:
- Elementos de sistema similares entre si (geradores, transformadores, barramentos, linhas etc.) têm impedâncias e perdas similares se expressas em por unidade;
- Em sistemas trifásicos, o uso da constante {\displaystyle {\sqrt {3}}} é reduzido em boa parte dos cálculos;
- Quantidades por unidade apresentam os mesmos valores em ambos os lados do transformador, independementemente da tensão;
- A normalização de quantidades (em por unidade) numa base unificada simplifica tanto os cálculos manuais como os automáticos.

O sistema por unidade foi desenvolvido para simplificar a análise e o cálculo manuais de sistemas de potência. Embora essas análises sejam feitas atualmente (e já de algum tempo) por meio de computadores, ainda assim resultados em por unidade são de compreensão mais fácil.

## Grandezas-base
Comumente, na construção de um sistema por unidade em sistemas de energia elétrica, escolhem-se como grandezas-base uma dada potência e uma dada tensão. A potência base pode ser:
1. a potência nominal de algum elemento primordial de sistema — gerador, motor ou transformador (o de maior potência do sistema, para os demais lhe serem referidos como fração inferior à unidade);
2. um determinado e previamente especificado valor de potência, independentemente de ser o maior, como, por exemplo, S = 10 MVA ou S = 100 MVA.

A tensão base é escolhida como a tensão nominal do sistema. Todas as demais quantidades são derivadas a partir dessas duas grandezas-base primordiais. Com efeito, definidas a potência base e a tensão base, a corrente base e a impedância base são calculadas pelas leis naturais de circuitos elétricos.

## Relações entre unidades
As relações entre as unidades em um sistema por unidade dependem de ser o sistema em análise monofásico ou trifásico.

### Sistema monofásico
Assumindo que as grandezas-base são a potência e a tensão, como previamente explicado, tem-se:
{\displaystyle P_{base}=1pu\,}
{\displaystyle V_{base}=1pu\,}
Alternativamente, o valor base para a potência pode ser dado em termos da potência reativa ou da potência aparente, como segue:
{\displaystyle Q_{base}=1pu\,}
ou
{\displaystyle S_{base}=1pu\,}
As demais unidades podem ser derivadas a partir da potência e da tensão pelo uso das identidades de circuito elétrico seguintes:
{\displaystyle Z=(x,y)=x+iy\,}
{\displaystyle S=V.I\,}
{\displaystyle P=S.cos\phi \,}
{\displaystyle Q=S.sin\phi \,}
e
{\displaystyle V=Z.I\,} (Lei de Ohm em forma complexa)
{\displaystyle Z=R+jX=Z.(cos\phi +j.sin\phi )\,}
{\displaystyle I_{base}={\frac {S_{base}}{V_{base}}}=1pu}
{\displaystyle Z_{base}={\frac {V_{base}}{I_{base}}}={\frac {V_{base}^{2}}{I_{base}V_{base}}}={\frac {V_{base}^{2}}{S_{base}}}=1pu}
{\displaystyle Y_{base}={\frac {1}{Z_{base}}}=1pu}

### Sistema trifásico
Potência e tensão são especificadas do mesmo modo que nos sistemas monofásicos. Contudo, devido às diferenças específicas de cada sistema, as relações para obtenção das unidades derivadas são diferentes (o fator raiz quadrada de três). A potência é dada como potência total (não a potência por fase) e a tensão é dada como a tensão de linha (ou tensão entre fases).
Em sistemas trifásicos, valem as equações:
{\displaystyle P=S.cos\phi \,} e {\displaystyle Q=S.sin\phi \,}
A potência aparente agora é dada por: {\displaystyle S_{base}={\sqrt {3}}V_{base}I_{base}}
{\displaystyle I_{base}={\frac {S_{base}}{V_{base}\times {\sqrt {3}}}}=1pu}
{\displaystyle Z_{base}={\frac {V_{base}}{I_{base}\times {\sqrt {3}}}}={\frac {V_{base}^{2}}{S_{base}}}=1pu}
{\displaystyle Y_{base}={\frac {1}{Z_{base}}}=1pu}

## Exemplo de uso
Seja um sistema trifásico de transmissão de energia elétrica de {\displaystyle S_{n}=500MVA} e {\displaystyle V_{n}=138kV}. Se arbitrariamente se escolherem como valores-base {\displaystyle S_{base}=500MVA} e {\displaystyle V_{base}=138kV}, ter-se-á:
{\displaystyle Z_{base}={\frac {V_{base}^{2}}{S_{base}}}=38,1\Omega }
{\displaystyle I_{base}={\frac {S_{base}}{V_{base}\times {\sqrt {3}}}}=2,09kA}
{\displaystyle Z_{base}={\frac {V_{base}}{I_{base}\times {\sqrt {3}}}}=38,1\Omega }
{\displaystyle Y_{base}={\frac {1}{Z_{base}}}=26,3mS}
Se, por exemplo, a tensão real em uma das barras do sistema é medida como 136 kV, ter-se-á:
{\displaystyle V_{pu}={\frac {V}{V_{base}}}={\frac {136kV}{138kV}}=0,9855pu}
Isso, obviamente, significa que essa tensão vale 98,55 % da tensão nominal, o que, em princípio, pode parecer suficiente. Contudo, operar com valores em por unidade conduz a simplificações maiores.

## Conversão entre bases
Eventualmente um equipamento pode ter sua impedância expressa em pu, mas não necessariamente encontra-se na mesma base do sistema em estudo. É necessária uma conversão entre bases:
{\displaystyle Zpu_{novo}=Zpu_{dado}\left({\frac {Vb_{dado}}{Vb_{novo}}}\right)^{2}{\frac {Sb_{novo}}{Sb_{dado}}}}
Sendo {\displaystyle Z_{dado}}, {\displaystyle V_{dado}} e {\displaystyle S_{dado}} as bases no qual o equipamento foi especificado, {\displaystyle Z_{novo}}, {\displaystyle V_{novo}} e {\displaystyle S_{novo}} as bases do sistema.